# كاي ليني
كاي ليني (بالإنجليزية: Kai Lenny)‏ هو ركوب الأمواج ‏ أمريكي، ولد في 8 أكتوبر 1992 في Paia, Hawaii ‏ في الولايات المتحدة.